# Афтоний Антиохийский
Афтоний Антиохийский (лат. Aphtonius: др.-греч. Ἀφθόνιος Ἀντιοχεὺς ὁ Σύρος) — знаменитый в конце III—начале IV века нашей эры греческий софист и ритор.
Афтоний был другом и коллегой Либания. Его «Προγυμνάσματα» (лат. praeexercitamina) на протяжении многих лет принимались за основу при обучения риторике. Материалом для обучения он зачастую использовал притчу. До наших дней сохранились его слова: «Притчу мы пересказываем, изменяем, вплетаем в повествование, распространяем, сокращаем. Кроме того, мы составляем к притче опровержения и утверждения».
Особенно пользовались известностью задачи (письменные упражнения на определенную тему по определенному плану — χρεια, названные по его имени Chria Aphtoniana.
Сочинение Афтония впервые было издано в 1508 году в Вене в «Collectio rhetorum graecorum» Альдусом Мануччи; исправлено в сборнике Вальца, «Rhetores graeci» (том 1; 2 том был издан Спенгелем), и потом несколько раз переиздавалось. Одним из лучших на конец XIX — начало XX века было издание Пецгольда напечатанное в 1839 году в городе Лейпциге.
История сохранила около сорока басен Афтония, который, ко всему прочему, предпринял одну из первых попыток классификации басен. Он делил басни на: логические (μϋθοι λογικοι), нравственные (μϋθοι ήθικοί) и смешанные (μϋθοι μικτοί).